# 千葉テレビ放送アニメ番組放送一覧
千葉テレビ放送アニメ番組放送一覧（ちばテレビほうそうアニメばんぐみほうそういちらん）では、千葉県の独立局である千葉テレビ放送（チバテレ）で放送ないし放送されたアニメ、アニメ情報番組を列挙している。
放送時刻はJST（日本標準時）で表記。 
現在放送中ないし過去のアニメ以外の番組については「Category:千葉テレビの番組」を参照のこと。

## 概要
- かつては深夜アニメ作品（いわゆるUHFアニメ）を特番編成（選挙関連・オリンピック・FIFAワールドカップ・高校野球ダイジェストなど）の都合でゴールデンタイムに放送することがまれにあった（特に日曜日に多くみられる。その一例として、『らき☆すた』が深夜0:00から20:00に繰り上がったことがある。）。一部前日の深夜に放送するものもある。2010年代以降は、UHFアニメをゴールデンタイムに放送することはなく、選挙特番等があっても時間を遅らせたり、ゴルフ番組枠の時間変更・中止により通常通りの放送を確保することが多い。2014年（平成26年）10月以降は、選挙特番が入る日曜23:30 - 24:00についてはアニメを編成せず、再放送番組（主に東名阪ネット6共同制作番組）や海外ドラマ（『Mr.ビーン』など）を編成するため、アニメには全く影響しなくなった。
  - 2016年10月 - 12月は、日曜23:30枠（上記の選挙特番が入る枠）や日曜24:00枠などのかつて新作アニメが放送されていた時間には、他局が制作したアニメの再放送に割り当てられていた。
- 2000年代後半からは16:9で制作される作品が増え、地上デジタルでは俗に超額縁と呼ばれる状態で放送される事の多かったUHFアニメだが、千葉テレビでは2006年（平成18年）4月の地上デジタル開局以来、16:9フルサイズで放送されており番組冒頭に5秒程「ハイビジョン制作」のテロップを表示する番組もあった（ただし厳密には、開局初日に放送された、『Soul Link』（第1話）・『吉永さん家のガーゴイル』（第1話）は額縁放送だった。両作品とも第2話以降はフルサイズで放送）。しかも試験放送の時期も含めると、テレビ埼玉よりも開始は早かった（ちなみにテレビ埼玉は2005年（平成17年）12月1日デジタル開局、2006年（平成18年）3月3日フルサイズ放送開始）。
  - このような局は少なく、独立放送局では他にテレビ埼玉（当初は超額縁）・東京メトロポリタンテレビジョン（TOKYO MX、2009年（平成21年）10月期より）・三重テレビ（一部作品のみ）・群馬テレビ（ただしUHFアニメのネット数が極端に少ない）・KBS京都（2007年（平成19年）12月のマスター改修時から）のみである[注 1]。
  - 独立放送局に限定しなければ毎日放送（全国で最も早く実施）・熊本放送・読売テレビ・テレビ大阪・中京テレビ・福井テレビ・福井放送も含む。
- 過去のアニメを放送する際は放送コードに対する規制が緩く、差別用語とされるものが含まれていてもそのまま放送される場合がよくある[注 2]。
- 2000年代はUHFアニメの幹事局を担当する作品がかなり多かった。アニメ雑誌の新作紹介記事で、UHFアニメの場合は放送局の欄に「千葉テレビほか」と書かれることが多かった（その他の担当局に関しては幹事局の項を参照）[注 3]
- TOKYO MXがアニメの本数を大幅に増やして以降は放送される本数は減少、2016年からはKADOKAWA（角川書店・富士見書房）が原作あるいは製作関与の作品が数本放送されるだけとなっていた。2013年10月期は平日深夜帯から新作アニメの放送が一旦なくなるまでに至った。2016年7月期からは角川枠の1つで10年以上に渡って続いた日曜24:00枠も消滅し（2017年1月 - 3月のみ再開）、2017年4月は角川枠全体が消滅した（後番組は、『ウルトラゾーン』再放送（tvkとの同時ネット）に充てられた）。
  - UHFアニメ初期から放送されていたキングレコードの作品も2015年7月期の『下ネタという概念が存在しない退屈な世界』を最後に放送していなかった。しかし、2023年7月より『蒼穹のファフナー THE BEYOND（TV Edition）』が放送されて以降、キングレコードの作品が8年ぶりに放送再開された。水曜23:30 - 24:00枠にてテレ玉、tvk、BS日テレと同時ネットで放送されている[注 4]。
- 2017年7月期には、新作のアニメが一本も放送されず、全て再放送（一部作品は県内初放送）となったため、千葉テレビが深夜アニメの放送を開始して以来初めて深夜帯の新作枠は完全に姿を消すこととなった。その後同年10月期に『魔法使いの嫁』が放送されたことで新作枠が復活するも、2018年4月からはテレ玉と共に再び新作枠が消滅状態となっていた。しかし、7月より『邪神ちゃんドロップキック』が放送され、現在は不定期に新作アニメが放送されている。

## 新作アニメの動向
2006年初冬より原則として16:9マスター作品はフルサイズ放送となっている。
前述のとおり、日曜に市長選挙特番（概ね23:30-24:00）が編成される等、放送時間が変更となる場合がある。ただし、2014年10月以降はアニメ枠以外の番組を放送中止して対応しており、衆議院・参議院選挙、千葉県知事選挙などを除けば、アニメ枠には影響が発生していない。しかし、2017年7月期以降は不定期放送となる。

## アニメ再放送

### 概況

#### 2025年3月まで
- 平日17:00-18:00は『あにめたいむ5』となっており、17:00-17:30は、1つのアニメを5日間連続放送[注 5]、17:30-18:00は、日替わり[注 6]※木曜のみ2025年2月以降は、テレビ朝日制作の主に男児向けの特撮ドラマ枠（「平成仮面ライダーシリーズ」、「スーパー戦隊シリーズ」）となっている。（現在は「暴太郎戦隊ドンブラザーズ」を放送）。
- 2021年3月まで、18:30-19:00は永らく1つのアニメを4日間（月曜-木曜）連続放送（2019年3月までは5日間連続放送）していたが2021年4月改編で廃止となった[注 7]。
- かつて2013年4月から2016年8月までは、平日19:00-19:30（2015年以降は編成の都合上縮小し、月曜のみで継続）の枠があったが、『銀魂'』の深夜枠移動により、廃止。
- 例年、以下の期間は休止となる。
  - 7月は、夏の高校野球千葉大会開催のため、17:00 - 19:00全てにおいて休止[注 8]。
    - 雨天中止・終業式・選挙投票日や期末試験前後に伴う調整日であっても休止し、この場合はテレビショッピングや穴埋め番組を放送する。
    - ただし2019年以降は、17:00 - 17:30のアニメ（5日間連続放送）については休止対象とはならず、17:30 - 18:00（日替わり）のアニメのみ休止となる[注 9]。

  - 3月上旬に、隣県の茨城県で行われる公立高校入試当日は、アニメ再放送枠のいずれかで15分間の解答速報を放送のため休止。

- 23:00以降に深夜アニメ枠を設置しており、キー局でも深夜で放送していたアニメの再放送を中心に行っている。
  - 水曜23:00台は、2015年4月 - 2018年3月はProduction I.G（もしくはその関連会社）制作アニメの放送枠となっていた（2017年4月 - 6月を除く）。
  - 2021年4月から2023年3月までは平日24:00 - 24:30に、『あにめたいむ5』の深夜版となる『あにめたいむ24』を新設。これにより、この時間に放送されていたバラエティ番組等は、22:00 - 24:00の間等に移動される。
  - 2022年9月から12月までの水曜、2022年12月の火曜は、アニメの放送を休止していた。2023年1月より火曜と水曜の放送が再開。同年2月を以って、月曜の放送が廃止。その後2023年3月に『あにめたいむ24』が廃止となり、4月以降は放送時間が別時間に変更となった。2024年5月に放送されていた作品が終了して以降、深夜帯でのアニメ再放送は行われていない。
- 夏休み時期には、「アニメスペシャル」と題して放送されることがある。
  - 2010年代までは、シナノ企画制作のアニメが2,3本、16:30のテレビ埼玉制作番組（『ごごたま』⇒『マチコミ』）を数日中止して放送されていた。
  - 2021年は、押井守に関連した作品を放送した。「あにめたいむ5」の17:00 - 17:30に『うる星やつら』と、「あにめたいむ24」を当該期間のみ24:30 - 25:00にも拡大して『ぶらどらぶ』を放送した[1]。

#### 2025年4月以降
- 平日17時台（あにめたいむ5）については、これまで永らく17時台の1時間（5日間連続放送30分、日替わり放送30分）で放送が続いていたが、2025年4月改編で、事実上大幅に縮小となる。報道強化の観点で『newsチバ』が枠拡大されるため、『チュバチュバワンダーランド』が17:00 - 17:15（再放送枠）、および17:45 - 18:00（本放送枠）に移動。これにより、「あにめたいむ5」は17:15 - 17:45の30分間（日替わり放送のみ）に短縮される[2]。
  - 木曜のみ2025年2月以降は特撮ドラマとなっており、現在は『暴太郎戦隊ドンブラザーズ』を放送。
  - なお、本来の新年度改編は2025年3月31日（月曜）からであるが、5日間連続放送で放送されていた『ブラック・ジャック』が途中打ち切りになるのを避けるため[注 10]、4月4日（金曜）までは従来までの枠が維持され、翌週4月7日（月曜）より変更される。

### 全日帯

#### あにめたいむ5（平日17時台）
- ゲゲゲの鬼太郎（第６期）（月 17:15 - 17:45、フジテレビジョン制作）
- おジャ魔女どれみ（火 17:15 - 17:45、朝日放送テレビ制作）
- 僕のヒーローアカデミア（第4期）（水 17:15 - 17:45、読売テレビ制作)
- ルパン三世（第2作）（金 17:15 - 17:45、日本テレビ制作）

#### その他
- どすこい すしずもう（土 7:30 - 7:45、3話連続放送）
  - その他、1話分（5分間）を穴埋めで放送することもある。

### 深夜帯
- 鬼灯の冷徹（第弐期）（水 23:30 - 24:00、「鬼灯の冷徹」第弐期製作委員会制作）
  - 2025年7月2日放送開始
  - BS日テレと同時放送
  - 千葉県内では初放送

## 過去の新作アニメ

### 自社制作（共同制作含む）
- フラカッパー（テレビ神奈川、三重テレビ放送、KBS京都との共同制作）
- テレビまんが 昭和物語（東名阪ネット6共同制作） - 2011年1月に先行放映、4月-6月に本放送。その後も再放送あり。
- キャラディのジョークな毎日（東名阪ネット6共同制作）
- 天保水滸伝NEO（『ハピはぴ・モーニング〜ハピモ〜』内で2013年2月 - 3月の期間限定で放送） - 制作著作は東庄町で、チバテレは制作協力

### その他独立局制作
- テレビ埼玉
  - マケン姫っ!（AT-X共同制作）
- 東京メトロポリタンテレビジョン
  - わんころべえ
  - BanG Dream!（第1期） - 第2期以降は未放送。
- テレビ神奈川
  - まめうしくん（『ちびアニ劇場』内）
  - クプ〜!!まめゴマ!（上記同）
  - 全力ウサギ（上記同）
- 群馬テレビ
  - ワールドフールニュース
    - ワールドフールニュース PARTII

  - 戦隊ヒーロー スキヤキフォース -ぐんまの平和を願うシーズン-
- 複数（3局以上）
  - SUPER LOVERS（TOKYO MX、tvk、AT-X共同制作）
    - SUPER LOVERS 2（上記同）

### 他局制作
※はUHFアニメ扱い

#### 日本テレビ系列
- 読売テレビ
  - 無敵看板娘 ※
  - 乃木坂春香の秘密※
  - ケメコデラックス!※
  - 07-GHOST※（後に日本テレビでも放送）
  - GA 芸術科アートデザインクラス※
  - ドラゴンクライシス!※（後に日本テレビでも放送）
  - 輪廻のラグランジェ※
- 日本テレビ・BS日テレ共同制作
  - 花は咲く、修羅の如く※ - 日本テレビで先行放送されているため、実質再放送。

#### テレビ朝日系列
- 朝日放送・メ〜テレ共同
  - 銀色のオリンシス ※

#### TBS系列
- TBS
  - 英国戀物語エマ（第1期）※
  - Fate/stay night ※
  - 夜明け前より瑠璃色な 〜Crescent Love〜 ※
  - もっとTo LOVEる -とらぶる-※
  - THE IDOLM@STER※
- 毎日放送
  - 銀河漂流バイファム13※
  - デビルマンレディー※
  - マイアミ☆ガンズ※
  - 成恵の世界※
  - ニセコイ※
  - 進撃の巨人 Season2※（Season3はNHK総合・東京で放送）
  - 東京リベンジャーズ - 第1期は後述のその他の時間帯で放送。
    - 聖夜決戦編（第2期）（AT-X共同制作）※ - テレビ東京で先行放送されているため、実質再放送。
    - 天竺編（第3期）（AT-X共同制作）※ - テレビ東京で先行放送されているため、実質再放送。

#### テレビ東京系列
- テレビ東京
  - 熱血電波倶楽部
    - 陸上防衛隊まおちゃん（後に単独で再放送）※
    - 朝霧の巫女※

  - カレイドスター スペシャルセレクション※
  - みなみけ〜おかわり〜※
  - ROLY POLY PEOPLES※（テレビ東京でも放送）

#### フジテレビ系列
- フジテレビ
  - フルメタル・パニック! ふもっふ※
- 北海道文化放送
  - 邪神ちゃんドロップキック（第1期）（BSフジ共同制作）※
    - 邪神ちゃんドロップキック'（第2期）（BSフジ共同制作）※ - 第3期はテレビ東京で放送。

  - 理系が恋に落ちたので証明してみた。（第1期）（BS11共同制作） - 第2期は未放送。

#### BS放送
- WOWOW
  - フルメタル・パニック!※
    - フルメタル・パニック! The Second Raid※

### その他制作
- ぐんまちゃん（群馬県制作） - 第2期は未放送。
- どすこい すしずもう（どすこいすしずもう製作委員会制作）
- D4DJ First Mix（第1期）（ブシロード制作） - 第2期は未放送。
  - ぷっちみく♪ D4DJ Petit Mix - 後述の『D4DJ Photon Maiden TV』内のコーナーアニメ。第8話まで放送。
- 【推しの子】（KADOKAWA、集英社、動画工房、CyberAgent制作）
  - 【推しの子】（第2期）
- 蒼穹のファフナー THE BEYOND（TV Edition）（FAFNER THE BEYOND PROJECT制作）
  - 蒼穹のファフナー BEHIND THE LINE（FAFNER BEHIND PROJECT制作）
- 私の推しは悪役令嬢。（わたおし製作委員会制作）
- 全力ウサギ（2023年版）（テアトルアカデミー制作）
  - 全力ウサギ（シーズン2）
- ダンジョン飯（「ダンジョン飯」製作委員会制作）
- 2.5次元の誘惑（リリサ製作委員会制作）

## 過去のアニメ再放送

### NHK
- ニルスのふしぎな旅
- スプーンおばさん
- 未来少年コナン（通常版およびハイビジョンリマスター版をそれぞれ1周ずつ放送）

### 日本テレビ系
- 日本テレビ
  - 太陽の使者 鉄人28号
  - 宝島
  - 戦え!超ロボット生命体トランスフォーマー
  - キャッツ♥アイ
  - ベルサイユのばら
  - 新・ど根性ガエル
  - キャプテン
  - 鉄腕アトム（第2作）
  - 魔法の天使クリィミーマミ
  - 機甲界ガリアン
  - ダーティペア
  - 蒼き流星SPTレイズナー
  - 魔神英雄伝ワタル
    - 魔神英雄伝ワタル2

  - 魔動王グランゾート
  - 新世紀GPXサイバーフォーミュラ
  - ママは小学4年生
  - 元祖天才バカボン
  - ガンバの冒険
  - 美味しんぼ（※デジタルリマスター版を放送）
  - はじめの一歩シリーズ
    - はじめの一歩 New Challenger
    - はじめの一歩 Rising

  - 君に届け
    - 君に届け 2ND SEASON

  - ちはやふる
    - ちはやふる2

  - 攻殻機動隊 STAND ALONE COMPLEX（首都圏トライアングル加盟局同時ネット）
    - 攻殻機動隊 S.A.C. 2nd GIG

  - 俺物語!!
  - ナースウィッチ小麦ちゃんR
  - 寄生獣 セイの格率
  - ふらいんぐうぃっち
  - うどんの国の金色毛鞠
  - てさぐれ!部活もの すぴんおふ プルプルんシャルムと遊ぼう
  - ナナマル サンバツ
  - ルパン三世（第2作）
- 読売テレビ
  - 金田一少年の事件簿
    - 金田一少年の事件簿R

  - ムーの白鯨
  - ロボタン (第2作)
  - エンジェル・ハート（※13話で打ち切り）
  - 天才バカボン
  - 犬夜叉
    - 犬夜叉 完結編

  - ブラック・ジャック
    - ブラック・ジャック21

  - ヤッターマン（第2作目）
  - 結界師
  - YAWARA!（※HDリマスター版）
  - コボちゃん
  - ルパン三世（第1作）
  - 宇宙兄弟
  - 電波教師
  - べるぜバブ
  - ルパン三世 PARTIII
  - MIX
    - MIX MEISEI STORY 2ND SEASON 〜二度目の夏、空の向こうへ〜

  - 僕のヒーローアカデミアシリーズ - 第1期は毎日放送制作。
    - 僕のヒーローアカデミア（第2期）
    - 僕のヒーローアカデミア（第3期）

### テレビ朝日系
- テレビ朝日
  - 夢戦士ウイングマン
  - 名探偵ホームズ
  - つるピカハゲ丸くん
  - 怪物くん(カラー版)
  - 聖闘士星矢Ω
  - SLAM DUNK
  - プロゴルファー猿
    - 新プロゴルファー猿

  - あたしンち
- メ〜テレ
  - 無敵超人ザンボット3
  - 無敵鋼人ダイターン3
  - ガンダムシリーズ
    - 機動戦士ガンダム
    - 機動戦士Ζガンダム
    - 機動戦士ガンダムΖΖ

  - 無敵ロボ トライダーG7
  - 最強ロボ ダイオージャ
  - 戦闘メカ ザブングル
  - 聖戦士ダンバイン
  - 重戦機エルガイム
  - 超力ロボ ガラット
  - 勇者シリーズ
    - 勇者エクスカイザー
    - 太陽の勇者ファイバード
    - 伝説の勇者ダ・ガーン
    - 勇者特急マイトガイン

  - ニャニがニャンだー ニャンダーかめん
  - かいけつゾロリ
    - まじめにふまじめ かいけつゾロリ

  - 古代王者 恐竜キング Dキッズ・アドベンチャー
    - 古代王者 恐竜キング Dキッズ・アドベンチャー 翼竜伝説

  - バトルスピリッツシリーズ
    - バトルスピリッツ 少年突破バシン
    - バトルスピリッツ 少年激覇ダン
    - バトルスピリッツ ブレイヴ
- ABC
  - こぐまのミーシャ
  - 星の王子さま プチ・プランス
  - おはよう!スパンク
  - H2
  - おジャ魔女どれみ
    - おジャ魔女どれみ♯
    - も〜っとおジャ魔女どれみ

  - 怪盗セイント・テール
  - シートン動物記 りすのバナー
  - プリキュアシリーズ
    - ふたりはプリキュア
    - ふたりはプリキュア Max Heart
    - ふたりはプリキュア Splash Star
    - フレッシュプリキュア!
    - ドキドキ!プリキュア
    - スター☆トゥインクルプリキュア
    - ヒーリングっど♥プリキュア

  - 夢のクレヨン王国
  - ふしぎなメルモ - 腸捻転解消前。WOWOWによる、1998年リニューアル版を放送。
  - はじめ人間ギャートルズ - 本放送中に腸捻転解消。
  - Free!
    - Free!-Eternal Summer-
    - Free!-Dive to the Future-

### TBS系
- TBS
  - まんがはじめて物語シリーズ
    - まんがはじめて物語
    - まんがどうして物語
    - まんがなるほど物語

  - まんが世界昔ばなし
  - 笑ゥせぇるすまん
- CBC
  - 銀河鉄道物語 〜永遠への分岐点〜
- 毎日放送
  - 3丁目のタマ うちのタマ知りませんか?
  - ママはぽよぽよザウルスがお好き
  - エースをねらえ! - 腸捻転解消前。
  - マクロスシリーズ
    - 超時空要塞マクロス
    - マクロス7

  - 銀河漂流バイファム
  - TIGER & BUNNY
  - 革命機ヴァルヴレイヴ
  - SSSS.DYNAZENON（BS11等との共同制作）
  - ガンダムシリーズ
    - 機動戦士ガンダムSEED（※HDリマスター版）
    - 機動戦士ガンダムSEED DESTINY（※HDリマスター版）

  - ハイキュー!!（第1期） - 第2期『セカンドシーズン』も放送されたが、こちらは製作委員会方式。第3期以降は未放送。
  - 蒼穹のファフナーEXODUS - 第1作は未放送。
  - 僕のヒーローアカデミア（第1期）- 第2期以降は読売テレビ制作。
  - 鬼灯の冷徹（第壱期）

### テレビ東京系
- テレビ東京
  - 伝説巨神イデオン
  - 太陽の牙ダグラム
  - 覇王大系リューナイト
  - ミスター味っ子
  - 魔法のプリンセス ミンキーモモ(第1作目)
  - 機甲警察メタルジャック
  - エルドランシリーズ
    - 絶対無敵ライジンオー
    - 元気爆発ガンバルガー
    - 熱血最強ゴウザウラー

  - ジャンケンマン
  - イソップワールド
  - 甲虫王者ムシキング 森の民の伝説
  - 楽しいムーミン一家 → 楽しいムーミン一家 冒険日記
  - 赤ちゃんと僕
  - ジャングル大帝（第3作）
  - それいけ! ズッコケ三人組
  - 姫ちゃんのリボン
  - 高橋留美子劇場
  - 銀魂
    - 銀魂'（第2期）
    - 銀魂'延長戦
    - 銀魂°（第3期）

銀魂.（第4期）も本局で放送されたが、こちらは製作委員会方式のため、後述のその他の欄で記載している。
  - テニスの王子様
  - アイシールド21
  - ゼーガペイン
  - ぷるるんっ!しずくちゃん
    - ぷるるんっ!しずくちゃん あはっ☆

  - カウボーイビバップ
  - ジャングルの王者ターちゃん
  - ふしぎ遊戯
  - レレレの天才バカボン
  - こどものおもちゃ
  - ケロロ軍曹（1年目のみ）
  - とっとこハム太郎
  - 新世紀エヴァンゲリオン
  - ヒカルの碁
  - 剣勇伝説YAIBA
  - わがまま☆フェアリー ミルモでポン!（初期のみ放送、「ごおるでん」「わんだほう」「ちゃあみんぐ」は未放送）
  - おそ松さん (第1期）
  - D.Gray-man（第1期）
- テレビせとうち
  - アイドル天使ようこそようこ
  - 花の魔法使いマリーベル

### フジテレビ系
- フジテレビ
  - 昆虫物語 みなしごハッチ (第1作目)
  - 赤胴鈴之助
  - アタックNo.1
  - 山ねずみロッキーチャック
  - うる星やつら
2021年7月1日 - 2022年4月5日にはHDリマスター版を放送していたが、そのうち2021年7月1日 - 9月1日は、「夏休みアニメスペシャル」の一環として放送していた。同年9月2日以降は「夏休みアニメスペシャル」を外した上で引き続き放送していた。
  - めぞん一刻（通常版とHDリマスター版が1回ずつ放送されていた）
  - みゆき
  - タッチ
  - 小さなバイキングビッケ
  - アルプスの少女ハイジ
  - アンデルセン物語
  - 一球さん
  - キャプテン翼J
  - らんま1/2→らんま1/2 熱闘編
  - ドラゴンクエスト（2009年8月10日 - 2009年9月14日の計6回で終了[注 11]。）
  - ハクション大魔王
  - あんみつ姫
  - キテレツ大百科
  - 平成天才バカボン
  - おそ松くん (第2作)
  - 樫の木モック
  - ゲゲゲの鬼太郎シリーズ（第1作 - 第3作は放送実績がない）
    - ゲゲゲの鬼太郎 (第4作)
    - ゲゲゲの鬼太郎 (第5作)

  - GTO
  - るろうに剣心 -明治剣客浪漫譚-
  - ハイスクール!奇面組
  - 学校の怪談
  - NINKU -忍空-
  - 幽☆遊☆白書
  - ∀ガンダム
  - 北斗の拳
    - 北斗の拳2

  - みどりのマキバオー
  - こちら葛飾区亀有公園前派出所（第150話まで放送）
  - タイムボカンシリーズ
    - タイムボカン
    - ヤッターマン（第1作目）

  - 世界名作劇場
    - 名犬ラッシー
    - 家なき子レミ
    - 私のあしながおじさん
    - 家族ロビンソン漂流記 ふしぎな島のフローネ
    - ペリーヌ物語 - キッズステーションによるHDリマスター版での放送
    - 愛少女ポリアンナ物語
    - フランダースの犬 - キッズステーションによるHDリマスター版での放送（2011年9月 - 2012年4月）を含む。
    - あらいぐまラスカル - キッズステーションによるHDリマスター版での放送
    - 母をたずねて三千里
    - 赤毛のアン
    - 小公女セーラ
    - トム･ソーヤーの冒険 - キッズステーションによるHDリマスター版での放送

### BS放送
- NHK-BS2
  - 超くせになりそう
  - シンデレラ物語
- BSフジ
  - ロンゴマックス（『Beポンキッキーズ』内のコーナーアニメであり、チバテレでの『Beポンキッキーズ』ネット終了後に単独枠で放送）
  - 世界名作劇場
    - こんにちは アン 〜Before Green Gables
- WOWOW
  - BUZZER BEATER（第1期）
- BS11
  - 黒子のバスケ

### CS放送
- キッズステーション
  - よばれてとびでて!アクビちゃん
- アニマックス
  - タマ&フレンズ 探せ!魔法のプニプニストーン（ソニー・クリエイティブプロダクツ他制作）
- AT-X
  - ジョーカー・ゲーム

## 過去のUHFアニメの主な作品
- 魔法少女リリカルなのはシリーズ

## 過去に放送されたアニメ・声優関連番組
- アニメ天国（2004年4月 - 2005年3月）
- アニメ星人（2009年7月 - 2010年9月）
- アニメ星人 ときめきレシピ（2010年10月 - 2012年11月）
- AG学園 あに☆ぶん（2011年10月 - 2013年12月）
- キッズ劇場ピース（2012年10月 - 2013年3月、テレビ神奈川制作）
  - 『ぴっちぴち♪しずくちゃん』等、ミニアニメを数本放送
- D4DJ First Mix TV（2020年10月）
- D4DJ Photon Maiden TV（2021年2月 - 3月）
- KING SUPER LIVE 2024 開催記念ライブセレクション（2024年1月 - 3月）

## 過去に放送されたその他アニメ
テレビ局以外のプロダクション制作、または海外制作のものを列挙。

### 「あにめたいむ24」枠で放送されたアニメ
- 東京喰種トーキョーグール（東京喰種製作委員会製作）
  - 東京喰種トーキョーグール√A（アニメ第2期）
  - 東京喰種トーキョーグール:re（最終章）
- ぶらどらぶ（いちごアニメーション製作）
2021年7月5日 - 9月8日に「夏休みアニメスペシャル」の一環として放送されていた。この時間帯は本来『戦国鍋TV 〜なんとなく歴史が学べる映像〜』の再放送枠であるが、当該期間のみ「あにめたいむ24」の拡大として放送。形としては、全12回を放送後、引き続き再度全12回を再放送。再放送が3度繰り返されるため、トータルで4巡（本放送 + 再放送3巡）放送されていた[3]。
- 日常（東雲研究所製作）
- 咲-Saki-（清澄高校麻雀部製作）
  - 咲-Saki- 阿知賀編 episode of side-A（アニメ第2期）
  - 咲-Saki- 全国編（アニメ第3期）
- Another（「Another」製作委員会製作）
- ムヒョとロージーの魔法律相談事務所（第1期はムヒョロジ製作委員会、第2期はムヒョロジ製作委員会2製作）
- 銀魂.(第4期)（銀魂製作委員会製作）

### 朝の情報番組内で放送されたアニメ
- セバタン（かつて、『ハピはぴ・モーニング〜ハピモ〜』、『シャキット!』内で放送されていた）
- パンダのたぷたぷ（2012年4月 - 2013年3月、『ハピはぴ・モーニング〜ハピモ〜』内で毎日7:05頃放送の「キャッちば!」コーナー内で放送。チバテレでの放送終了後はTOKYO MXでの放送に変更。）
- 猫ジョッキー（『ちば朝ライブ モーニングこんぱす』内で、2021年5月に放送。日本中央競馬会（JRA）・DLE制作。）[4]。
- リクはよわくない ゆかいな仲間達（『ちば朝ライブ モーニングこんぱす』内で、2021年9月14日 - 29日に放送。）

### その他の時間帯で放送されたアニメ
下記は、17時台（現：「あにめたいむ5」）や、「あにめたいむ24」以外の深夜枠などで放送されたもの。
- KIDS WORLD せかいのどうわ（2009年9月放送。本来は英語教育用のDVD作品であり、中村玉緒によるナレーションがつく等日本語に翻訳されたものが放送された。）
- リトルプリンセス（2010年4月-8月放送。イギリス作品、日本語翻訳版でありキッズステーション幹事）
- ミッキーマウス クラブハウス（2010年2月-8月放送。アメリカ作品の日本語翻訳版）
- トムとジェリー（アメリカ作品の日本語翻訳版、ワーナー・ブラザース・テレビジョン配給・日本語版制作は東北新社）
  - トムとジェリー テイルズ（アメリカ作品の日本語翻訳版、カートゥーンネットワーク配給）
  - トムとジェリー ショー2（アメリカ作品の日本語翻訳版）
- パワーパフガールズ（アメリカ作品の日本語翻訳版、カートゥーン ネットワーク配給・日本語版制作はテレビ東京など）
- せんすいかんウーリー!（Splash Entertainment制作）
- 魔法少女てんてるマロン（ビッグピーチエンタテインメント制作）
- たんすわらし。（2017年3月29日放送。Production I.G制作）
- 異世界の門（第1期を2021年1月に、第2期を2021年5月に、第3期を11月に放送。Force Production製作。チバテレ独占放送。）
- ルパン三世（第4シリーズ）（トムス・エンタテインメント制作）
- ルパン三世 PART5（ルパン三世PART5製作委員会制作）
- 東京リベンジャーズ（第1期）（2022年12月31日 - 2023年1月3日に各日6話ずつ放送。アニメ「東京リベンジャーズ」製作委員会制作）
- 九藏喵窩（じょうざんみゃおうお）（中国語版）（台湾作品の日本語翻訳版・日本語版製作はグラッドライン合同会社）
- ハイキュー!! セカンドシーズン（「ハイキュー!! セカンドシーズン」製作委員会制作）
- スポンジ・ボブ（シーズン1〜5を放送。ニコロデオン制作）
- スーパーウィングス （2023年6月29日 - 2024年7月4日放送。大韓民国制作）

## イベント・キャンペーン

### チバテレ開局40周年記念『チバテレ☆アニメカーニバル』（中止）
2011年4月3日に千葉県文化会館にて、チバテレ開局40周年記念イベントとして、May'nなどが出演する『チバテレ☆アニメカーニバル』と題したアニメソングの音楽フェスイベントが開催予定で、『朝まるJUST』等の各番組や天気予報等で盛んに宣伝されていたが、東北地方太平洋沖地震（東日本大震災）による公共交通機関の不安定などを理由に中止となった。なお、チバテレ開局40周年記念イベントは翌年の2012年3月3日に『チバテレビ開局40周年記念 豪華絢爛 演歌まつり』として、チバテレの特徴でもある演歌のコンサートに変更された。
以後においてもアニメ関連のコンサートの実現には至っていない。なお、開局45周年記念コンサートもやはり演歌のコンサートであり、2017年3月3日に『千葉テレビ放送開局45周年記念 三波春夫没後15年特別企画 山内惠介・市川由紀乃・三山ひろしスペシャルコンサート』として開催された。その後開局50周年記念では、チバテレ初となるロック・フェスティバルとして、2023年1月28日に『SPRING BOARD FES Chiba TV 50th ＋1』を開催予定であったが、こちらも中止となり、またしても演歌以外のジャンルでの音楽フェスイベントが中止となった。

### チバテレ開局45周年記念『TMS（トムス） ×チバテレ アニメ総選挙』
チバテレ開局45周年記念として、トムス・エンタテインメントとのコラボレーションにより、2016年7月18日・19日にプレナ幕張で開催された「スマイルfestivalちば」で、旧東京ムービー時代の作品を含むトムスを代表する10作品から視聴者投票を行い、最も投票が多かった作品が放送される。
- 候補となっているのは、『巨人の星』[注 12]、『アタックNo.1』[注 13]、『ど根性ガエル（第1作）』[注 14]、『おはよう!スパンク』[注 15]、『ルパン三世（第1作）』[注 16]、『Bugってハニー』[注 17]、『ごぞんじ!月光仮面くん』、『聖闘士星矢 THE LOST CANVAS 冥王神話』、『怪盗セイント・テール』[注 18]、『ぷるるんっ!しずくちゃん』[注 19]の10作品。
- この視聴者投票の応援キャラクターに、やはりトムスの代表作品である『パンダコパンダ』が就任。『パンダコパンダ』、および続編の『パンダコパンダ 雨ふりサーカスの巻』についても、同年8月18日の20:00 - 21:20に特番枠を編成して放送されることになった[11]。
- 当初は「スマイルfestivalちば」来場者のみが投票できたが、好評だったことや当日来られなかった視聴者に配慮し、同年8月8日 - 16日（当日消印有効）の期間はハガキでの投票も受け付けることになった[12]。
- 投票結果および放送される作品は、当初は同年9月下旬に予定される特番で発表予定とされ、同年9月23日より随時放送される5分番組の『アニメ総選挙だよ!チャンネルは決まったぜ!!』で発表された（最早で、9月23日の11:50 - 11:55）。その結果、チバテレ開局と同じ1971年放送開始の『ルパン三世（第1作）』が1位となり、放送が決定した[13]。なお、「チャンネルは決まったぜ」は、前述の『ルパン三世』の次回予告での決め台詞であったり、この5分番組に2015年放送の新シリーズである『ルパン三世』の華崎マユ役である宮崎珠子の出演が発表されるなど、この5分番組の放送が決まった段階で、結果的にはルパンに決定したことを匂わせていた。また、2016年当時のルパン役の声優が、同局の『ザ・カラオケトライアル』MCを当時務めていた栗田貫一であったため、番組CMに栗田が起用され、第2作以降も同様に、チバテレ内のCMは栗田が担当している。あわせて、『ザ・カラオケトライアル』終了後も栗田自身、『歌で100万円チャレンジ』、『トークと歌とものまね酒場 トゥーモ』と、チバテレの番組出演を継続している。
- 落選した9作品のうち、『ぷるるんっ!しずくちゃん』については別途2017年10月より放送されることになった。